# Atene Caleffa
Atene Caleffa (Milano, 3 maggio 1907 – ...) è stato un calciatore italiano, di ruolo difensore.

## Carriera
Debutta in massima serie con il Milan nel 1925-1926, disputando con i rossoneri 2 gare. Nella stagione 1928-29 gioca in Prima Divisione a Lodi con la Fanfulla.